# Маштуль-эс-Сук
Маштуль-эс-Сук (араб. مشتول السوق‎) — город на севере Египта, расположенный на территории мухафазы Шаркия.

## Географическое положение
Город находится на юге мухафазы, в юго-восточной части дельты Нила, на расстоянии приблизительно 25 километров к юго-западу от Эз-Заказика, административного центра провинции. Абсолютная высота — 17 метров над уровнем моря.

## Демография
По данным переписи 2006 года численность населения Маштуль-эс-Сука составляла 48 709 человек.
Динамика численности населения города по годам:
| 1996   | 2006   |
| ------ | ------ |
| 38 451 | 48 709 |

## Транспорт
Ближайший крупный гражданский аэропорт — Международный аэропорт Каира.